# Legio comitatensis
La legio comitatensis era una legione del tardo Impero romano. Si trattava di unità del comitatus, cioè dell'esercito mobile il cui compito era di intervenire lì dove c'era necessità. Appartenevano al gruppo di unità comitatensi-"periferiche" (in contrapposizioni a quelle palatinae, appartenenti all'"esercito centrale"), le quali, insieme alle Vexillationes comitatenses (la cavalleria dell'esercito mobile non-praesentalis) costituivano l'esercito dedicato ad una singola Diocesi nell'ambito della Prefettura.

## Storia
La vastità dell'Impero romano costrinse Costantino I dopo il 324, al termine della guerra civile a dover creare altri eserciti mobili, dislocati in varie regioni, al comando dei propri figli: Crispo, Costante, Costanzo e Costantino. Per distinguere l'esercito comitatensis regionale da quello sotto il diretto controllo dell'imperatore, quest'ultimo prese il titolo di praesentalis.
Intanto la legione romana alto-imperiale, con l'evolversi del sistema post-costantiniano si trasformava da unità di 5.000 armati, a unità ridotte di 800/1.200 armati circa, pur continuando a costituire il nerbo dell'esercito romano, formate da fanteria pesante.

## Lista all'epoca dellaNotitia dignitatum
Qui di seguito sono elencate le 74 legiones comitatenses della Notitia dignitatum, di cui 37 erano posizionate nella parte orientale e 37 nella parte occidentale.
| N.          | unità legionaria comitatensis        | comando militare (epoca della Notitia dignitatum) | Menzionata nella Notitia dignitatum? | annotazioni |
| ----------- | ------------------------------------ | ------------------------------------------------- | ------------------------------------ | --- |
| 1           | Quinta Macedonica                    | Magister militum per Orientem                     | SI                                   | vexillatio della legio V Macedonica mai più rientrata alla base principale (sul Danubio) dall'epoca di Diocleziano.                                            |
| 2           | Martenses seniores                   | Magister militum per Orientem                     | SI                                   | creata inizialmente come vexillatio della Legio I Flavia Martis (Martenses), in seguito viene divisa con il patto di Naisso (365) tra Valentiniano I e Valente |
| 3           | Septima gemina                       | Magister militum per Orientem                     | SI                                   | vexillatio della legio VII Gemina trasformata in legione autonoma                                                                                              |
| 4           | Decima gemina                        | Magister militum per Orientem                     | SI                                   | vexillatio della legio X Gemina trasformata in legione autonoma                                                                                                |
| 5           | Balistarii seniores                  | Magister militum per Orientem                     | SI                                   | nasce da divisione in seguito al patto di Naisso (365) tra Valentiniano I e Valente                                                                            |
| 6           | Prima Flavia Constantia              | Magister militum per Orientem                     | SI                                   | vexillatio della legio I Flavia Constantia trasformata in legione autonoma                                                                                     |
| 7           | Secunda Flavia Constantia Thebaeorum | Magister militum per Orientem                     | SI                                   | vexillatio della legio II Flavia Constantia trasformata in legione autonoma                                                                                    |
| 8           | Secunda Felix Valentis Thebaeorum    | Magister militum per Orientem                     | SI                                   | vexillatio della legio II Felix Valentis trasformata in legione autonoma                                                                                       |
| 9           | Prima Flavia Theodosiana             | Magister militum per Orientem                     | SI                                   | vexillatio della legio I Flavia Theodosiana trasformata in legione autonoma                                                                                    |
| 10          | Solenses seniores                    | Magister militum per Thracias                     | SI                                   | nasce da divisione in seguito al patto di Naisso (365) tra Valentiniano I e Valente                                                                            |
| 11          | Menapii                              | Magister militum per Thracias                     | SI                                   | |
| 12          | Prima Maximiana Thebaeorum           | Magister militum per Thracias                     | SI                                   | creata come vexillatio della legio I Maximiana, in seguito trasformata in legione permanente                                                                   |
| 13          | Tertia Diocletiana Thebaeorum        | Magister militum per Thracias                     | SI                                   | vexillatio della legio III Diocletiana, trasformata in legione autonoma                                                                                        |
| 14          | Tertiodecimani                       | Magister militum per Thracias                     | SI                                   | vexillatio della legio XIII Gemina, trasformata in legione autonoma                                                                                            |
| 15          | Quartodecimani                       | Magister militum per Thracias                     | SI                                   | vexillatio della legio XIV Gemina, trasformata in legione autonoma                                                                                             |
| 16          | Prima Flavia gemina                  | Magister militum per Thracias                     | SI                                   | vexillatio della legio I Flavia Gemina, trasformata in legione autonoma                                                                                        |
| 17          | Secunda Flavia gemina                | Magister militum per Thracias                     | SI                                   | vexillatio della legio II Flavia Gemina, trasformata in legione autonoma                                                                                       |
| 18          | Constantini seniores                 | Magister militum per Thracias                     | SI                                   | nasce da divisione in seguito al patto di Naisso (365) tra Valentiniano I e Valente                                                                            |
| 19          | Divitenses Gallicani                 | Magister militum per Thracias                     | SI                                   | |
| 20          | Lanciarii Stobenses                  | Magister militum per Thracias                     | SI                                   | |
| 21          | Constantini Dafnenses                | Magister militum per Thracias                     | SI                                   | |
| 22          | Balistarii Dafnenses                 | Magister militum per Thracias                     | SI                                   | |
| 23          | Balistarii iuniores                  | Magister militum per Thracias                     | SI                                   | nasce da divisione in seguito al patto di Naisso (365) tra Valentiniano I e Valente                                                                            |
| 24          | Pannoniciani iuniores                | Magister militum per Thracias                     | SI                                   | nasce da divisione in seguito al patto di Naisso (365) tra Valentiniano I e Valente                                                                            |
| 25          | Taanni                               | Magister militum per Thracias                     | SI                                   | |
| 26          | Solenses Gallicani                   | Magister militum per Thracias                     | SI                                   | |
| 27          | Iulia Alexandria                     | Magister militum per Thracias                     | SI                                   | |
| 28          | Augustenses                          | Magister militum per Thracias                     | SI                                   | |
| 29          | Valentinianenses                     | Magister militum per Thracias                     | SI                                   | |
| 30          | Matiarii constantes                  | Magister militum per Illyricum                    | SI                                   | |
| 31          | Martii                               | Magister militum per Illyricum                    | SI                                   | |
| 32          | Dianenses                            | Magister militum per Illyricum                    | SI                                   | |
| 33          | Germaniciani seniores                | Magister militum per Illyricum                    | SI                                   | nasce da divisione in seguito al patto di Naisso (365) tra Valentiniano I e Valente                                                                            |
| 34          | Secundani                            | Magister militum per Illyricum                    | SI                                   | |
| 35          | Lanciarii Augustenses                | Magister militum per Illyricum                    | SI                                   | |
| 36          | Minervii                             | Magister militum per Illyricum                    | SI                                   | |
| 37          | Lanciarii iuniores                   | Magister militum per Illyricum                    | SI                                   | nasce da divisione in seguito al patto di Naisso (365) tra Valentiniano I e Valente                                                                            |
| T O T A L E | P A R T E                            | O R I E N T A L E                                 | 3 7                                  | |

| N.          | unità legionaria comitatensis | comando militare (epoca della Notitia dignitatum) | Menzionata nella Notitia dignitatum? | altra data in cui viene menzionata                                                  |
| ----------- | ----------------------------- | ------------------------------------------------- | ------------------------------------ | ----------------------------------------------------------------------------------- |
| 38          | Mattiarii iuniores            | Numerus intra Italiam                             | SI                                   | nasce da divisione in seguito al patto di Naisso (365) tra Valentiniano I e Valente |
| 39          | Septimani iuniores            | Numerus intra Italiam                             | SI                                   | nasce da divisione in seguito al patto di Naisso (365) tra Valentiniano I e Valente |
| 40          | Regii                         | Numerus intra Italiam                             | SI                                   |                                                                                     |
| 41          | Germaniciani                  | Numerus intra Italiam                             | SI                                   |                                                                                     |
| 42          | III Iulia Alpina              | Numerus intra Italiam                             | SI                                   |                                                                                     |
| 43          | Armigeri defensores seniores  | Numerus intra Gallias                             | SI                                   | nasce da divisione in seguito al patto di Naisso (365) tra Valentiniano I e Valente |
| 44          | Lanciarii Honoriani Gallicani | Numerus intra Gallias                             | SI                                   |                                                                                     |
| 45          | Menapii seniores              | Numerus intra Gallias                             | SI                                   | nasce da divisione in seguito al patto di Naisso (365) tra Valentiniano I e Valente |
| 46          | Secundani Britones            | Numerus intra Gallias                             | SI                                   |                                                                                     |
| 47          | Ursarienses                   | Numerus intra Gallias                             | SI                                   |                                                                                     |
| 48          | Praesidienses                 | Numerus intra Gallias                             | SI                                   |                                                                                     |
| 49          | Geminiacenses                 | Numerus intra Gallias                             | SI                                   |                                                                                     |
| 50          | Cortoriacenses                | Numerus intra Gallias                             | SI                                   |                                                                                     |
| 51          | Honoriani felices Gallicani.  | Numerus intra Gallias                             | SI                                   |                                                                                     |
| 52          | Primani iuniores              | Numerus intra Britannias                          | SI                                   | nasce da divisione in seguito al patto di Naisso (365) tra Valentiniano I e Valente |
| 53          | Secundani iuniores            | Numerus intra Britannias                          | SI                                   | nasce da divisione in seguito al patto di Naisso (365) tra Valentiniano I e Valente |
| 54          | Mattiarii Honoriani Gallicani | Numerus intra Illyricum                           | SI                                   |                                                                                     |
| 55          | Tertiani                      | Numerus intra Illyricum                           | SI                                   |                                                                                     |
| 56          | III Herculea                  | Numerus intra Illyricum                           | SI                                   |                                                                                     |
| 57          | Propugnatores iuniores        | Numerus intra Illyricum                           | SI                                   | nasce da divisione in seguito al patto di Naisso (365) tra Valentiniano I e Valente |
| 58          | Pacatianenses                 | Numerus intra Illyricum                           | SI                                   |                                                                                     |
| 59          | Mauri cetrati                 | Numerus intra Illyricum                           | SI                                   |                                                                                     |
| 60          | Fortenses                     | Numerus intra Hispanias                           | SI                                   |                                                                                     |
| 61          | Propugnatores seniores        | Numerus intra Hispanias                           | SI                                   | nasce da divisione in seguito al patto di Naisso (365) tra Valentiniano I e Valente |
| 62          | Septimani seniores            | Numerus intra Hispanias                           | SI                                   | nasce da divisione in seguito al patto di Naisso (365) tra Valentiniano I e Valente |
| 63          | Vesontes                      | Numerus intra Hispanias                           | SI                                   |                                                                                     |
| 64          | Undecimani                    | Numerus intra Hispanias                           | SI                                   |                                                                                     |
| 65          | Constantiniani                | Numerus intra Tingitaniam                         | SI                                   |                                                                                     |
| 66          | Septimani iuniores            | Numerus intra Tingitaniam                         | SI                                   | nasce da divisione in seguito al patto di Naisso (365) tra Valentiniano I e Valente |
| 67          | Secundani Italiciani          | Numerus intra Africam                             | SI                                   |                                                                                     |
| 68          | Primani                       | Numerus intra Africam                             | SI                                   |                                                                                     |
| 69          | Secundani                     | Numerus intra Africam                             | SI                                   |                                                                                     |
| 70          | Tertiani                      | Numerus intra Africam                             | SI                                   |                                                                                     |
| 71          | Constantiniani                | Numerus intra Africam                             | SI                                   |                                                                                     |
| 72          | Constantiaci                  | Numerus intra Africam                             | SI                                   |                                                                                     |
| 73          | Tertia Augustani              | Numerus intra Africam                             | SI                                   |                                                                                     |
| 74          | Fortenses                     | Numerus intra Africam                             | SI                                   |                                                                                     |
| T O T A L E | P A R T E                     | O C C I D E N T A L E                             | 3 7                                  |                                                                                     |